# Scuola di guerra aerea
La Scuola di guerra aerea è un gruppo di edifici di Firenze, tra il viale dell'Aeronautica e via del Barco a Firenze. Nata come scuola di aeronautica, oggi ospita la Scuola Militare Aeronautica Giulio Douhet (formazione media-superiore) e l'Istituto di Scienze Militari Aeronautiche (formazione universitaria). La scuola è opera di Raffaello Fagnoni del 1937-1938 ed è un esempio di architettura razionalista ottimamente conservato, sia negli esterni che negli interni, con gran parte degli arredi originali.

## Storia

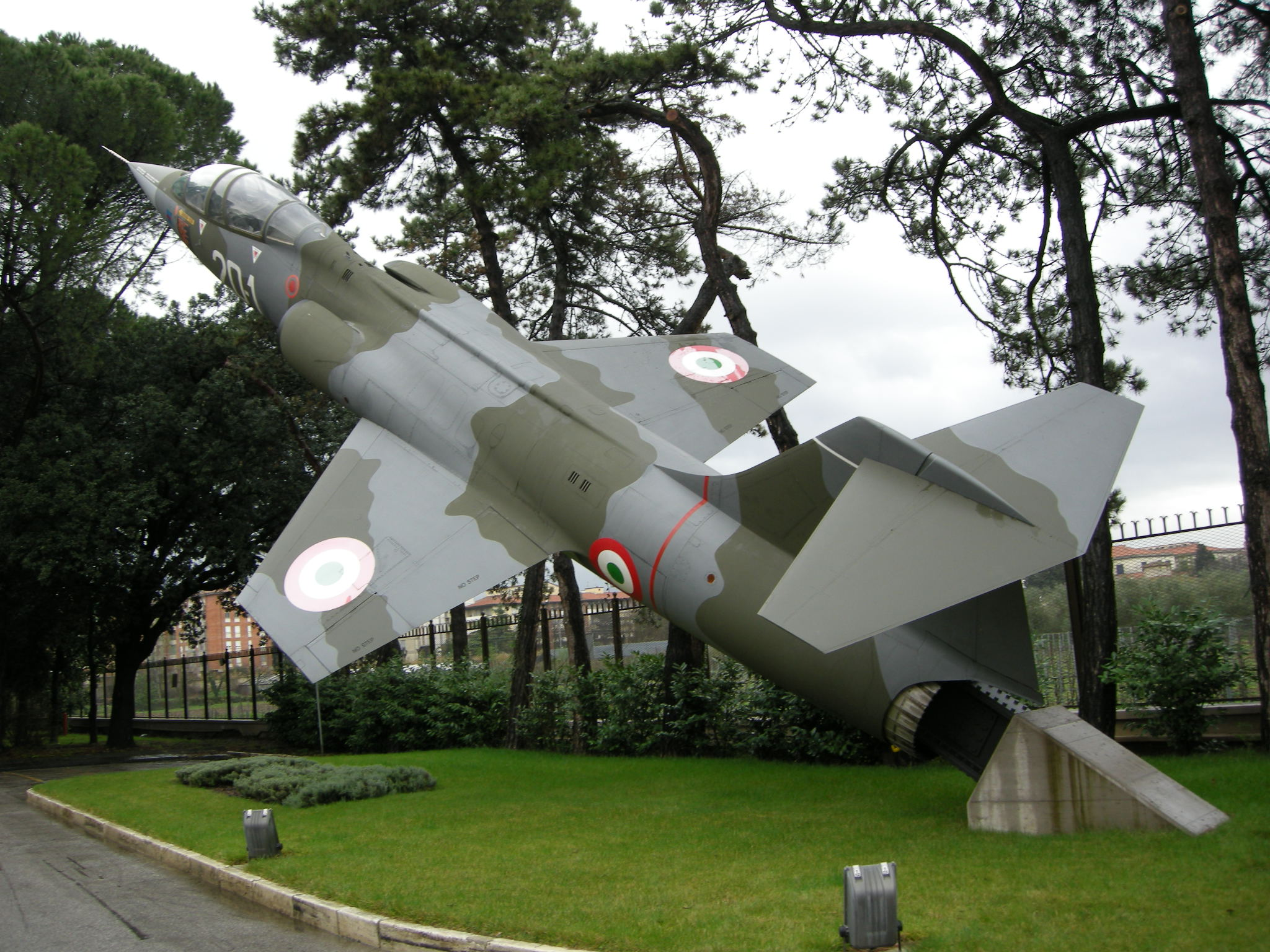
F-104

Dal 1º novembre 1934 è stata comandata, con delle interruzioni, fino al 15 febbraio 1940 da Mario Ajmone Cat.
La scelta di collocare la scuola di Guerra aerea nella città di Firenze maturò nella metà degli anni Trenta e fu dettata da una serie di contingenze: da un lato l'insufficienza della sede accademica di Caserta e dall'altro la decisione del Ministero dell'aeronautica di spostare la sede di Torino, facile bersaglio dell'aviazione d'oltralpe, a Firenze; proprio per avere un luogo che garantisse una buona mimetizzazione degli impianti fu scelto il parco delle Cascine. Il lotto prescelto, regalato dal Comune, comprendeva al suo interno l'area del tirassegno e dell'arboreto di selvicoltura. L'architetto Raffaello Fagnoni iniziò il progetto alla fine del 1936. Con una celerità che ancora oggi lascia sbigottiti, nel gennaio 1937 furono redatte le tavole progettuali e realizzato il modello e soltanto tre mesi dopo furono gettate le fondazioni. L'opera fu compiuta in 335 giorni e fu portata a compimento il 20 gennaio 1938. L'inaugurazione ufficiale, presenti le maggiori autorità dello Stato, avvenne il 27 marzo 1938; il 7 febbraio dell'anno successivo ebbe inizio il primo corso.
Nell'impostare il proprio progetto Fagnoni procedette secondo alcune indicazioni, estremamente puntuali e specifiche, fornite dal committente: furono infatti decisi dall'aeronautica sia la dislocazione dei padiglioni che l'immagine architettonica dell'impianto. Relativamente al primo punto, indicazioni precise furono fornite riguardo alla disposizione dei padiglioni scuola ed alloggio e la vicinanza dei singoli edifici alle preesistenti piante di alto fusto per conseguire una soddisfacente mimetizzazione in caso di raid aerei. Relativamente al secondo, fu caldamente raccomandato di conferire alla nuova sede fiorentina un volto che, in evidente assonanza con gli altri edifici dell'Aeronautica italiana, ne possedesse la medesima cifra stilistica: paramento in cotto, con cornici e marcature in travertino.
Dopo l'inaugurazione, attuandosi il programma dei successivi sviluppi della scuola concordato tra progettista e committente, nel 1940 è stata completata la costruzione del nuovo edificio di Aerodinamica e Termodinamica e nel dopoguerra è stato progettato, sempre dallo studio Fagnoni e col medesimo linguaggio architettonico, il circolo Sottufficiali; nel 1975 è stata inoltre realizzata dal demanio la palazzina per gli Avieri, sorta di miniatura fedele del lessico aeronautico-fagnoniano.
Nel 1977, promosso generale di divisione aerea, Basilio Cottone, futuro Capo di stato maggiore dell'Aeronautica Militare, ne assume il comando. 
Stelio Nardini nel giugno del 1980 arriva, con l'incarico di vice comandante dal giugno all'agosto del 1980 e poi con quello di comandante fino al giugno del 1983 (nel gennaio del 1981 viene promosso generale di divisione aerea).
Se si escludono alcuni interventi incoerenti realizzati nel tempo per adeguare gli impianti alle rinnovate esigenze funzionali, la scuola di Guerra aerea mantiene ancora oggi inalterate le proprie qualità, sia per quanto concerne gli edifici sia per quanto riguarda le notevoli alberature che la circondano. Ciò è dovuto principalmente al fatto che la proprietà non è mai variata e che il complesso è stato sempre considerato luogo di rappresentanza dell'immagine stessa dell'aeronautica, operando pertanto tutti quegli interventi di manutenzione necessari al suo buon funzionamento.

## Scuole
Il complesso ospita oggi diversi istituti didattici. L'Istituto di Scienze Aeronautiche forma gli Ufficiali dell'Aeronautica militare. Dal 1924 al 2004 vi si formavano anche gli Allievi Ufficiali di Complemento dell'Aeronautica, una figura scomparsa con la sospensione della leva. Le materie insegnate spaziano dalle discipline militari al diritto, all'economia e management, richieste per il bagaglio culturale dei dirigenti delle Forze Armate. Dal 2005 un accordo tra Aeronautica, Università di Firenze e di Napoli ha permesso che gli ufficiali dell'Accademia Aeronautica di Pozzuoli completino il loro iter formativo a Firenze, conseguendo la laurea magistrale in Scienze Aeronautiche. I docenti forniti dall'Università fiorentina tengono le lezioni nelle aule del complesso, dove vengono svolti anche gli esami e le discussioni delle tesi. All'interno dell'Istituto ha sede anche la Scuola di Metodo Didattico, l'unico ente del Ministero della difesa predisposto alla formazione di personale docente, al quale hanno accesso componenti di tutte le Forze Armate e Corpi Armati dello Stato.
Dal 2006 si è aggiunta, alle dipendenze dell'ISMA, la Scuola Militare Aeronautica Giulio Douhet, di livello medio superiore, che è andata ad affiancarsi alle due scuole militari dell'Esercito, la Scuola Militare Nunziatella e la Scuola militare "Teulié" e, per quanto riguarda la Marina Militare, la Scuola Navale Militare "Morosini".
Di prossima istituzione è anche l'applicazione di tecnologie per l'e-learning utilizzabili per tutta l'Aeronautica.

## Urbanistica
Il complesso della SGA è situato all'interno del parco delle Cascine, in un contesto di notevole valore paesaggistico. Il lotto su cui si trova, tra gli ippodromi del trotto e ippodromo delle Cascine del galoppo, misura 13.400 m2 ed è delimitato a sud, sul lato maggiore parallelo all'Arno, da viale del Re (oggi viale dell'Aeronautica), a ovest da via del Barco (anch'essa alberata e secondo il progetto del Fagnoni collegamento privilegiato con il vicino aeroporto di Peretola), a nord dal fosso Macinante e a est dal confine con l'Istituto Tecnico Agrario. Nel lotto venne inglobato l'arboreto della Reale stazione di selvicoltura, conservandone in buona parte l'apparato vegetale.
I volumi degli edifici sembrano ricercare una sorta di mimetizzazione nel parco: il muro di cinta, che corre continuo intorno, e le alte alberature costituiscono così la naturale barriera di protezione della cittadella militare.
Il complesso è costituito da una serie di edifici attestati lungo i due assi principali ed accorpati per funzione: all'estremità sud-ovest e lungo l'asse trasversale sono collocati il corpo degli alloggi ufficiali e delle attrezzature sanitarie e sportive; al centro l'accesso, col corpo di guardia a pianta curvilinea; ad est il corpo scuola e le aule; all'estremità nord si trovano invece tutti i servizi e le caserme. All'intersezione dei due assi, in posizione baricentrica, è situato il corpo del Comando, ideale cuore della cittadella militare. La porzione occidentale del lotto è occupata da un ampio spazio vuoto, coincidente con l'impianto dell'antico arboreto, mantenuto dal progettista.
Le simmetrie e asimmetrie, studiate con cura dal progettista, conferiscono al complesso un'immagine di grande monumentalità.

## Descrizione
Tutti gli edifici sono caratterizzati da un'architettura essenziale e propongono, con maggiore o minore enfasi, richiami alla cultura architettonica europea contemporanea così come alla mediterraneità e classicità dell'esperienza italiana, caratteri questi ultimi espressamente riconosciuti dallo stesso progettista. I puri volumi geometrici, a sviluppo prevalentemente orizzontale, con copertura piana, presentano all'esterno il paramento in mattoni rossi del Valdarno a vista, con vari effetti in corrispondenza delle aperture dal disegno estremamente accurato. Le cornici decorative, i davanzali, le scalinate e altri particolari sono invece in travertino bianco, che risalta sul rosso del cotto. Unica eccezione è l'edificio della palestra e della piscina, completamente intonacato in calce bianca.
Il risultato è quello di un complesso di edifici omogenei ed armoniosi, ma dotati ciascuno di carattere architettonico specifico, con diversi giochi modulari e di sovrapposizioni.
Il volume di tutto il complesso raggiunge i 180.900 metri cubi, con una superficie calpestabile di 27.853 m2. Sono state calcolate 1605 finestre e 904 porte. Nel piazzale centrale si trova esposto un velivolo TF 104 G del 1965.

### Palazzina Italia
La Palazzina Italia, o Edificio delle Aule, ha una pianta a "L", articolata "a pettine" sul lato nord. Si sviluppa su tre piani (compreso il piano terra) più un seminterrato. Vi si trova l'Aula Magna (il braccio corto), posta al primo piano e di altezza doppia, con una capienza di 400 posti e una cabina di proiezione, che risale al progetto originario. La sala ha finestre sui tre lati, un solaio a travi ricalate e un rivestimento in sughero per perfezionare l'acustica. Sul lato nord, dove si troverebbe lo schermo proiezione (oggi occupato da un palco), è appeso un arazzo raffigurante il leonardesco esperimento di volo dal Monte Ceceri, su disegno di Rodolfo Margheri.
Al di sotto di essa, al pian terreno, si sviluppa un atrio porticato, con pilastri e volte a crociera ribassate, le cui superfici sono completamente rivestite da un mosaico di tessere vitree in varie tonalità di beige e grigio; il pavimento è in marmo di Carrara, i lucernari in vetro di Murano e la scultura di travertino rappresenta L'Italia contro l'ingiustizia (originariamente "La Giovane Italia fascista" contro l'ingiustizia), di Bruno Catarzi. Dall'atrio, tramite un portale con sovraporta in travertino (raffigurante due frecce stilizzate, opera dello scultore Mario Moschi), si accede al vestibolo d'ingresso, illuminato dalle tre grandi vetrate che danno sul cortile. Sull'architrave del portale si trova l'unica firma di Fagnoni in tutto il complesso. L'interno del vestibolo è rivestito in travertino bruno di Rapolano e ricorda alcuni ambienti della Stazione di Santa Maria Novella. Una scala a due rampe, anch'essa rivestita di travertino bruno, conduce al piano superiore.
All'esterno le porte e finestre profilate di travertino scandiscono un ritmo simmetrico. Una cornice in cemento bianco interrompe lo schema e su di essa si trova la data di completamento del complesso e la dedica al re e al duce. Il fronte sud, prospiciente l'ingresso del complesso, funge da fronte monumentale e presenta, nelle tre finestre cieche del piano terra, altrettante fontane con lastre curve in travertino, vasche in rosso porfido e catini con mosaici con animali acquatici, opera di Evandro Monticelli.
Il nucleo della aule è invece caratterizzato sul fronte sud dalla scansione verticale delle finestre, con una particolarmente raffinata (finestra inginocchiata con mensole in travertino al piano terra, quadrata al primo, rettangolare in verticale al secondo); i fronti nord ed est presentano invece aperture dal ritmo più serrato e del medesimo modulo (quadrato nei fronti sui cortiletti interni, rettangolare negli altri). All'interno un corridoio che attraversa tutto l'edificio, conduce alle aule, con solaio a travi ricalate, ed ai laboratori ad esso ortogonali. Due corpi scala disposti all'estremità est ed ovest collegano i diversi piani. I pavimenti qui sono in grès di colore rosso.

### Edificio di Termodinamica ed Aerodinamica
L'edificio di Termodinamica ed Aerodinamica presenta una pianta ad "E" ed una volumetria compatta a sviluppo orizzontale, a un piano più un seminterrato. Il fronte principale, ovviamente in mattoni, presenta al piano terra dieci portali rettangolari riquadrati in travertino e fronteggiati da gradinate, che portano all'atrio; nel secondo registro le finestre rettangolari illuminano le aule; gli altri fronti sono semplicemente scanditi da finestre rettangolari a sviluppo verticale. Un ampio corridoio vetrato (con volta unghiata, pavimento in marmo a disegno geometrico e basamento in travertino) corre lungo il fronte ovest e collega i corpi delle aule dei due istituti, posti agli estremi, con la sala centrale; i corridoi interni, perpendicolari all'atrio, sono illuminati dall'alto da pozzi luce circolari in vetrocemento.

### Palazzina di Comando
La Palazzina di Comando ospita le strutture centrali della scuola. Ha la pianta quadrata e si sviluppa su due piani più il pianterreno e un seminterrato. È organizzato attorno a un cortile centrale di forma rettangolare, aperto sull'esterno ai lati est ed ovest, dove al posto del pian terreno ci sono due passaggi liberi, privi di sostegni intermedi, della ragguardevole ampiezza di 25 metri. Sono coperti da travi Vierendel che sostengono i piani superiori, che assumono così l'aspetto di un "ponte".
La facciata sul lato principale è movimentata al secondo piano da una loggia esapartita, con pilastri rettangolari; il solaio del portico, lievemente sporgente dal filo della facciata, funge da balcone ed è rivestito da tessere vitree.
I fronti sud e nord sono più convenzionali, con otto portali archivoltati e finestre modulari (quadrate e rettangolari), che girano attorno a tutto l'edificio. Più elaborati sono i fronti interni, sul cortile, con una partitura orizzontale enfatizzata da fasce marcapiano in travertino, porte-finestre con balaustra in pietra e con una raffinata ghiera in laterizio. Al centro del cortile si trova un'area verde e, all'interno di una vasca, un Pegaso in travertino, opera dello scultore Giorgio Gori.
All'interno gli uffici sono collocati ai piani terra e primo, mentre all'ultimo si trovano le abitazioni dei comandanti. Due corridoi centrali attraversano i corpi nord e sud, dove si affacciano gli uffici e le due ampie sale poste sopra i ponti. All'angolo sud-est si trova la stanza da ricevimento del comandante, affacciata sull'atrio che porta allo scalone d'onore ed alla sala degli Stemmi.
Quest'ultima sala si sviluppa in lunghezza sopra il "ponte" e deve il suo nome agli stendardi esposti alle pareti, con gli stemmi dipinti di Reparti di Volo risalenti al periodo della seconda guerra mondiale, conservati in teche di vetro di Murano. Usata oggi come sala riunioni, è coperta da solai a travi ricalate. Vi si trovano anche un mappamondo e quattro busti bronzei: del generale Alessandro Guidoni, del maggiore Francesco Baracca, del capitano Italo Piccagli e del generale e teorico dell'aviazione Giulio Douhet.
La sala gemella sull'altro lato del padiglione è invece divisa in uffici, mediante tramezzi in legno.
Quattro scale collegano i diversi piani: quello posto a sud-est si affaccia sul corridoio interno tramite 3 oblò con cornice in marmo ed ospita lo scalone d'onore, a due rampe, realizzato a corpo unico, senza alcun sostegno o appoggio sulle pareti del vano, con un risultato di imponenza e leggerezza allo stesso tempo, simboleggiando il volo. I pianerottoli sono semicircolari, i gradini in marmo, il corrimano in legno e il parapetto, in marno rosso, ha fasce grigie che ricordano ali.
I pavimenti sono in marmo nei corridoi (a fasce bicrome bianco-verde) e nelle zone di rappresentanza (marmette quadrate), in grès di colore rosso negli uffici.

### Residenza del Circolo Ufficiali
La Residenza del Circolo Ufficiali è il padiglione dove abitano gli ufficiali e gli allievi. Si trova nell'area sud-est ed ha una pianta rettangolare fortemente sviluppata in lunghezza, la volumetria compatta a parallelepipedo (almeno sul fronte interno) a tre piani e la consueta cortina muraria in mattoni. Alle estremità si trovano i due corpi ciechi dei rifugi antiaerei leggermente più alti.
Il fronte sud, verso il muro perimetrale, è caratterizzato al piano terra da una fila di porte-finestre archivoltate, sormontate al piano superiore da finestre rettangolari doppie; i piani secondo e terzo sono invece connotati dalla traccia continua orizzontale dei balconi delle camere, con parapetto in tessere vitree, ruotati di 45°, in modo da creare un notevole gioco di luci e ombre.
Il fronte interno, a nord, che dà verso l'arboreto, è scandito dal ritmo modulare delle ampie finestre rettangolari del piano terra, dalle finestre binate del primo e da quelle quadrate più piccole del secondo e del terzo. Il portale di accesso è posto al centro ed incorniciato da una fascia di travertino, oltre la quale è sovrastato da un bassorilievo in cotto raffigurante un'aquila in volo circondata da eliche ed alberi stilizzati, opera dello scultore Mario Moschi: un tempo, al posto della pertica tra gli artigli dell'aquila, si trovava la raffigurazione di un fascio littorio.
L'edificio ospita nel piano interrato le cucine e i servizi mensa, al piano terra la reception, la sala di lettura del Circolo, il bar, il salone, l'ingresso ed il ristorante; al primo, secondo e terzo piano le stanze per gli allievi.
Dal portale principale si accede immediatamente alle scale, mentre sulla sinistra si trova la sala lettura, dove la profondità dello spazio è scandita dalle strisce bicrome del pavimento in marmo (rosso porfido e giallo adriatico). Tutto il mobilio è originale, a parte le tappezzerie, e sui portali si trovano dei dipinti celebrativi dell'aviazione: uno è l'ultima opera ad affresco di Pietro Annigoni (28 marzo 1988), fatto per il cinquantenario dell'Istituto e che mostra un paesaggio fiorentino su cui volano aeromobili antichi e moderni, simbolo del passato e del futuro dell'aviazione; l'altro è del 2008 ed è stato commissionato per celebrare i 75 anni. Altri due quadri ricordano imprese dell'aviazione: la Trasvolata atlantica di Italo Balbo del pittore Giannettini, donato nel 1958, e l'Abbattimento di un aereo durante un attacco alleato su Roma da parte del sergente Maggiore Pilota Luigi Gorrini, un episodio del luglio 1943.
Proseguendo si accede alla sala Colacicchi, dove l'omonimo artista affrescò alla fine del 1937 una terrazza in trompe-l'œil un panorama ideale sulle città nate sotto il regime: Arsia, Littoria, Sabaudia, Aprilia e Guidonia. Tra le rappresentazioni si trovano tendaggi dipinti. Da qui si accede anche alla Sala del Lampadario, che deve il nome a uno straordinario lampadario ovale a doppio corpo in ferro, opera dell'epoca, regolabile in altezza grazie a un argano a manovella.
All'interno una serie di ampi saloni si distende al piano terra, con affacci su ambedue i fronti; nel salone del circolo la profondità dello spazio è scandita dalle strisce bicrome del pavimento in marmo (rosso porfido e giallo adriatico), mentre le pareti sono impreziosite da pannelli a tempera raffiguranti le città di Littoria, Sabaudia, Aprilia, Guidonia e Arsia, opera del pittore Giovanni Colacicchi. Tre corpi scala, uno in posizione baricentrica e due in corrispondenza dei rifugi, collegano i diversi piani: la prima, con gradini e balaustra in marmo bianco, si dispone parallelamente al fronte e corrisponde dimensionalmente al portale principale. Nei piani secondo e terzo un ampio corridoio su tutto il fronte nord distribuisce alle camerette, ruotate di 45° gradi e affacciate su di esso tramite gli oblò dei servizi, espediente questo che conferisce allo spazio, altrimenti monotono, un notevole ritmo compositivo.

### Infermeria ed impianti sportivi
Il complesso presenta pianta e volumetria articolate; l'impianto si compone di 3 diversi nuclei disposti ortogonalmente tra sé, diversi per destinazione, altezza e carattere formale. L'edificio infermeria ha pianta rettangolare e volumetria compatta (2 piani più uno seminterrato) e cortina muraria in mattoni. Il fronte ovest presenta una partitura asimmetrica; al piano terra un portico a due fornici architravati immette nel cortile mentre una porta ed una serie di finestre rettangolari e circolari qualificano la porzione di sinistra. Al piano superiore una loggia a 5 fornici architravati di modulo rettangolare, in posizione opposta rispetto al portico, ed una teoria di finestre doppie. Il secondo corpo, raccordato al precedente tramite un sottopasso con apertura architravata, ospita la palestra e la piscina; la pianta al "L" si sviluppa su un solo piano fuori terra mentre il volume presenta caratteristiche diverse: quello corrispondente alla palestra è a mattoni con luci rettangolari sovrapposte; quello della piscina, più alto, è intonacato ed ha aperture rettangolare sui tre fronti, mentre al di sotto delle gradinate sono collocati i servizi. La piscina ha incorniciature, sedili e gradini in cipollino apuano.

### Caserma Avieri
La Caserma Avieri è a pianta rettangolare e volumetria compatta (4 piani) ed è caratterizzata dalla presenza sul fronte nord del corpo cieco del rifugio antiaereo. Il fronte principale è connotato dal ritmo estremamente serrato delle aperture: al piano terra nove portali rettangolari; ai piani primo e secondo una serie di aperture raggruppate a formare un modulo di 4; all'ultimo piano una loggia architravata a sette fornici nella porzione di sinistra, finestre rettangolari in quella di destra. Il corpo scale è riconoscibile in facciata per le aperture rettangolari omogenee in asse verticale. Un ampio atrio al piano terra immette nel corridoio trasversale, che serve le ampie camerate a pianta rettangolare e la batteria dei servizi, collocati all'estremità opposta rispetto al rifugio. Al piano terra sono collocati la cucina e la mensa; ai piani superiori le camerate e i servizi. I pavimenti sono in ceramica per i corridoi, in grès per le camerate.

### Autorimessa e centrale idroelettrica
L'Autorimessa e centrale idroelettrica è a pianta rettangolare e su un solo piano, ed ha una volumetria compatta articolata in orizzontale, da cui svetta l'emergenza della torretta di avvistamento, unica presenza verticale dell'intero impianto, non a caso collocata a conclusione dell'asse del cardo. Nella cortina muraria in mattoni si apre una fila regolare di ampie porte-finestre rettangolari riquadrate in travertino, dalle quali si accede alle officine per la manutenzione.

### Magazzino e cappella
Come l'edificio dell'autorimessa, ha pianta rettangolare e compatta, articolata in orizzontale a piano unico. Mentre la porzione ad ovest, ospitante i magazzini e la tipografia, è caratterizzata dalle finestre rettangolari, quella ad est ospita la cappella, individuabile in facciata per la presenza di una porta centrale, con ai lati due oblò, e di una panca in travertino che ne sottolinea il perimetro; all'interno la cappella ha un solaio a travi ricalate che disegnano un soffitto a lacunari e un altare in marmo con pala raffigurante la Madonna di Loreto, della pittrice Maria Biseo.

### Padiglione sottufficiali
Il Padiglione sottufficiali, a planimetria rettangolare e volumetria compatta, si sviluppa su 3 piani; al piano terra la cortina muraria in mattoni è connotata dalla presenza di finestre a bovindo con cornice in travertino, ai piani superiori da finestre rettangolari dal ritmo modulare, anch'esse riquadrate in travertino. Il piano terra ospita il circolo, i piani superiori gli alloggi dei sottufficiali. I pavimenti sono in marmette a tutti i piani.

### Corpo di guardia
Il Corpo di guardia, situato ad ovest del lotto lungo la via del Barco, ed ha pianta rettangolare e volumetria compatta su 2 piani. Il fronte principale è caratterizzato al piano terra da una fila di cinque portali architravati, ai quali corrispondono al piano superiore altrettanti fornici archivoltati, svolgenti la funzione di loggia; sul fronte opposto, caratterizzato da finestre rettangolari, un volume semicilindrico aggettante dal filo della muratura denota la presenta del corpo scale.

### Padiglione del tiro a segno
Il Padiglione del Tiro a Segno presenta una pianta articolata, risultante dalla giustapposizione a un nucleo a pianta ellittica di due braccia i cui assi sono ruotati di 45°. Il volume, su due piani, è connotato dalla presenza sul fronte ovest di una scala ad elica che conduce al padiglione di tiro al primo piano.

## Arboreto sperimentale

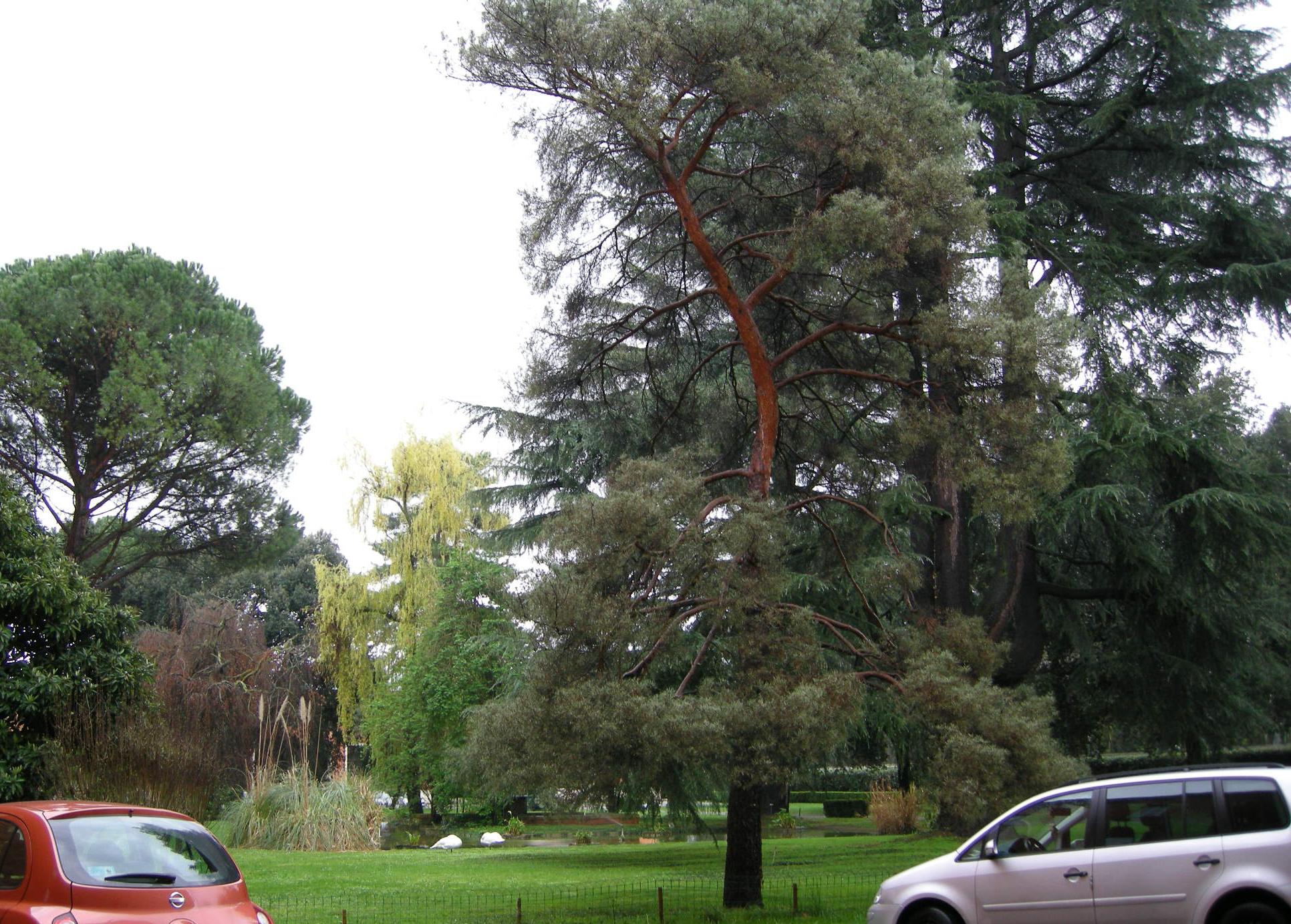
L'Arboreto sperimentale

L'arboreto, inglobato nel complesso all'epoca dell'edificazione, risaliva al 1914 ed era distribuito su una superficie originaria di 2,5 ettari. La collezione era nata per studiare le possibilità di acclimatazione di varie specie esotiche, divise in due sezioni: il Lauretum, con specie dall'Asia, l'Europa, l'America e l'Australia, e il castanetum, con altre specie dall'Asia, l'Europa e l'America, protette da un frangivento di cipressi (di razza arizonica e lusitanica), con al centro un vivaio.
L'arboreto venne trascurato durante la guerra e si abbandonò il criterio di separare le piante per zona di origine; la creazione di strade di servizio e di impianti sportivi comportò la soppressione di un certo numero di piante, mentre altri danni avvennero per l'uso dell'area come rimessa per gli automezzi bellici. Anche l'irrigazione venne modificata.
La superficie dell'arboreto si contrasse così a 2,20 ettari e durante l'alluvione vennero persi altri esemplari, oltre a tutta l'etichettatura esistente.
Nel 1967 la Stazione Sperimentale di selvicoltura venne trasformata in Istituto sperimentale per la Selvicoltura, con sede a Arezzo e una sezione operativa all'arboreto di Firenze. Nel 1984 si è provveduto a riclassificare tutte le piante presenti e un'etichettatura definitiva, anche elettronica, è stata messa a punto nel 1994.

## Fortuna critica
La sorte critica della scuola di Guerra aerea oscilla tra momenti di grande entusiasmo, fasi di assoluto silenzio e occasioni di ripensamento e rivisitazione critica, sorte questa toccata a molti degli edifici concepiti durante il ventennio. Sin dalle prime fasi della costruzione il complesso suscitò estremo interesse e giudizi concordemente positivi, non ultimo quello di Marcello Piacentini: nella stampa dell'epoca se ne lodavano in particolare, oltre alla celerità di costruzione, la capacità di aderire perfettamente alle contingenze e la leggiadria architettonica di alcuni edifici, in particolare il padiglione Comando. Ma la qualità maggiormente apprezzata risulta la sintesi operata dal progettista tra la tradizione toscana (in particolare di Michelozzo e Buontalenti) ed il linguaggio architettonico moderno, senza venir meno agli indispensabili requisiti di monumentalità e severità.
Con la fine del fascismo, sull'opera cade un emblematico silenzio - unica eccezione Muratori (1949) che la definisce opera "immensa e vera" il cui merito principale è quello di aver resistito al razionalismo cerebrale e meccanico di manufatti stranieri e nostrani - interrotto dopo più di un ventennio dall'entusiastica rivalutazione del Koenig (1968), il quale sottolinea come Fagnoni, a differenza di Libera, Quaroni, Figini e Pollini che negli edifici dell'Eur tornavano agli archi e alle colonne, rimase fedele al fronte della razionalità distributiva e planimetrica, rinunziando a eccessi monumentali. Sempre Koenig (1968) notò inoltre come la fortuna di quest'opera sia stata prima internazionale che nazionale: a causa della guerra, essa venne infatti pubblicata inizialmente in varie riviste americane, che la presentarono come uno dei pochi esempi immuni alla retorica delle architetture delle forze armate.
A partire dal contributo del Koenig la sorte critica sembra decisamente avviata verso giudizi positivi: in uno studio della metà degli anni Ottanta viene sottolineato il sapiente gioco di rapporti tra pieni e vuoti, mentre nel 1988 viene data alle stampe una monografia dedicata al complesso, con interventi che ne rivendicano unanimemente la qualità architettonica: Gurrieri (1988) la ritiene, insieme allo stadio ed alla stazione, una delle tre architetture non retoriche nel dilagante piacentinismo, mentre Savi legge nell'articolazione dell'impianto urbanistico e architettonico la vocazione del complesso a connotarsi come città dell'aria, affine alle città nuove fasciste seppur dotata di una compattezza che le città nuove fasciste non possedettero mai.
Unica nota dissonante in quest'aura di rivalutazione quella del Cresti (1986), il quale inserisce l'Accademia aeronautica in una parabola discendente giacché il puntuale studio dei caratteri distributivi non riesce a tradursi in altrettanti validi caratteri formali e stilistici, capaci di superare l'impossibile connubio tra la rigidità di modelli tedeschi ed elementi toscani e mediterranei: tale giudizio trova, alcuni anni dopo, in qualche modo conferma nella lettura del Cozzi (1991), che individua un ritmo non uniforme nel valore architettonico dei singoli interventi, a dimostrazione della speciale incompatibilità che alla data di questo progetto Fagnoni doveva avere nei confronti delle smanie monumentali del regime.